# 恩荣坊 (宁波)
29°59′22.9″N 121°26′36.0″E / 29.989694°N 121.443333°E
恩荣坊是浙江省宁波市江北区慈城镇的一座清代石牌坊。牌坊位于位于慈城镇民主路26号，冬官坊西一米，坐东朝西。恩荣坊于清乾隆四十一年（1776年）向恒升为祖父武骑将军向滕蛟立，为双柱牌坊，面阔2.92米，高6.49米，正脊设正吻，平身科四攒，正中设“恩荣”匾额，有上下额枋及定盘枋，下额坊浮雕双龙抢珠、双狮戏球等纹饰。牌坊1981年成为宁波市文物保护单位，1997年8月成为浙江省文物保护单位。